# Kameraden
Kameraden er en tysk stumfilm fra 1919 af Johannes Guter.

## Medvirkende
- Alfred Abel som Maler Axel
- Harriet Bosse som Axels Frau Bertha
- Eva Everth som Frau Stark
- Ernst Laskowski som Stark
- M. Lee som Therese Hall